# الاسلام
الاسلام، نشریه مذهبی-سیاسی. تنها نشریهٔ مذهبی از زمان قاجاریه است که پس از دوره رضا شاه باقی ماند. شروع فعالیتش به سال ۱۳۰۲ ش است و در شیراز چاپ می‌شد. مدیریت آن را محسن فقیه شیرازی مشهور به خادم‌الشریعه عهده‌دار بود. از اولین نشریاتی بود که در دایرهٔ ادبیات کلام جدید با روش دفاع از دین در عصر حاضر فعالیت داشت.
هدف از تأسیس آن، پاسخگویی به شبهات وارده به مسائل دینی و دفاع متکلمانه از اسلام در برابر اتهامات وارده به دین و تبلیغات مخالفان اسلام بوده‌است.
موضوعات پرداخته شده توسط نویسندگان آن، غالباً در حیطه دفاع از فلسفه احکام اسلامی، استفاده از کشفیات علمی برای تبیین مسائل دینی، چاپ اعترافات برخی از اروپائی‌های مسلمان شده و نشده نسبت به اسلام و قرآن و تحلیل فلسفه قیام حسین بن علی گنجانده می‌شود.
نخستین نشریه‌ای بود که مورد حمایت مرجعیت دینی قرار گرفت. آیت‌الله سید ابوالحسن اصفهانی مرجعیت اول وقت، در نامه‌ای، اجازهٔ پرداخت از سهم امام برای کمک به آن را داد. این نامه، اولین حکمی بود که طی آن توسط مجتهدی مسلم، اجازهٔ صرف وجوهات زکات و سهم امام جهت خرید مجله داده می‌شد.